# Learning Outcome orientierte Lehrveranstaltungsplanung
Learning Outcome orientierte Lehrveranstaltungsplanung (LOOP) ist ein Modell zur Gestaltung von Lehrveranstaltungen an Hochschulen, die auf der Formulierung von Lernergebnissen (Learning Outcomes) basiert. Learning Outcomes beschreiben, was Studierende nach Abschluss einer einzelnen Lerneinheit, eines Moduls oder eines Studiengangs wissen und können sollten. Im Fokus steht die kompetenzorientierte Planung, bei der der Lernprozess als aktive Leistung der Studierenden verstanden wird. Learning Outcomes werden üblicherweise in zwei Dimensionen beschrieben: dem fachlichen Inhalt und einer Beschreibung dessen, was mit diesen Inhalten erreicht werden soll.
Im Rahmen einer Learning Outcome orientierten Planung von Lehrveranstaltungen gehen Lehrende nicht von ihrer eigenen wissenschaftlichen Perspektive, der Systematik der entsprechenden Fachinhalte, aus, sondern fokussieren auf die Studierenden und deren Lernprozesse. Damit übernehmen sie die Verantwortung, den Kompetenzerwerb der Studierenden aus der Perspektive des Lernens zu fördern, können jedoch den tatsächlichen Lernerfolg nicht garantieren. Man spricht daher auch von „intendierten“ Lernergebnissen.
Diese Herangehensweise stellt einen Paradigmenwechsel dar („Shift from Teaching to Learning“), indem das Lehren vom Lernen her gedacht wird. Da die Lernvoraussetzungen der Studierenden vielfältig sind, besteht die Notwendigkeit, unterschiedliche Lernwege zu eröffnen, um den Zugang zu den intendierten Lernergebnissen zu ermöglichen.
Im LOOP-Modell steht das intendierte Learning Outcome (LO) im Zentrum der Planung. Nach jedem einzelnen Schritt sollte geprüft werden, ob der Lernprozess der Studierenden ausreichend berücksichtigt wird und ein hinreichend enger Bezug zu den Learning Outcomes besteht.
Learning Outcomes liegen häufig bereits vor, z. B. in Modulhandbüchern. Der erste Planungsschritt besteht in der (Über)Prüfung der zu erwerbenden Kompetenzen, insbesondere im Hinblick auf Prüfungsanforderungen. Die Leitfrage lautet: „Wie können durch formative und summative Prüfungen die intendierten Lernergebnisse sichtbar gemacht werden?“
Hiernach erfolgt die Gestaltung der Interaktionen im Sinne des „Constructive Alignment“. Das Konzept des Constructive Alignments sieht vor, dass Lernende selbst ihre Erfahrungen und Vorwissen aktivieren, um neue Bedeutungen zu entwickeln. Die Aufgabe der Lehrenden ist es, eine Lernumgebung bzw. Lernprozesse zu schaffen, die diese Aktivitäten unterstützen und die Studierenden zu den intendierten Lernergebnissen führen. Die Planung der Inhalte und der Interaktionen erfolgt im Zusammenspiel: Inhalte werden so ausgewählt, dass sie Lernergebnisse fördern, und umgekehrt werden passende Interaktionen entwickelt, die das Lernen der Inhalte unterstützen.
Feedback und Evaluation, der letzte Schritt, betreffen sowohl den Lehr-Lernprozess als auch die Lernergebnisse. Hierfür können neben standardisierten Instrumenten wie Lehrveranstaltungs- oder Modulevaluationen, die meist hochschulseitig zur Verfügung gestellt werden, eigene Ideen für semesterbegleitende evaluative Elemente (z. B. One-Minute-Paper) geplant werden, die zur Reflexion und Auswertung beitragen. Rückmeldungen werden von Studierenden und Lehrenden genutzt, um den Lernfortschritt zu reflektieren und die Qualität des Lehrangebots zu sichern. Dies führt zu einer kontinuierlichen Weiterentwicklung der Lernergebnisse und des Curriculums.